# Каррізозо (Нью-Мексико)
Каррізозо (англ. Carrizozo) — місто (англ. town) в США, в окрузі Лінкольн штату Нью-Мексико. Населення — 972 особи (2020).

## Географія
Каррізозо розташоване за координатами 33°38′36″ пн. ш. 105°50′28″ зх. д. / 33.64333° пн. ш. 105.84111° зх. д. (33.643340, -105.841132).  За даними Бюро перепису населення США в 2010 році місто мало площу 21,66 км², уся площа — суходіл.

### Клімат
Місто знаходиться у зоні, котра характеризується кліматом тропічних степів. Найтепліший місяць — липень із середньою температурою 24.2 °C (75.5 °F). Найхолодніший місяць — січень, із середньою температурою 2.8 °С (37 °F).
| Клімат Карризозо        | Клімат Карризозо | Клімат Карризозо | Клімат Карризозо | Клімат Карризозо | Клімат Карризозо | Клімат Карризозо | Клімат Карризозо | Клімат Карризозо | Клімат Карризозо | Клімат Карризозо | Клімат Карризозо | Клімат Карризозо | Клімат Карризозо |
| Показник                | Січ.             | Лют.             | Бер.             | Квіт.            | Трав.            | Черв.            | Лип.             | Серп.            | Вер.             | Жовт.            | Лист.            | Груд.            | Рік              |
| Абсолютний максимум, °C | 22,8             | 26,1             | 30,6             | 36,1             | 38,3             | 42,2             | 40,6             | 39,4             | 37,8             | 35               | 26,7             | 23,3             | 42,2             |
| Середній максимум, °C   | 10,9             | 13,5             | 17,2             | 22,3             | 27,3             | 32,3             | 32,6             | 31,2             | 28,1             | 22,7             | 15,8             | 11               | 22,1             |
| Середня температура, °C | 2,8              | 5                | 8,3              | 12,9             | 17,9             | 22,8             | 24,2             | 23,1             | 19,7             | 13,8             | 7,1              | 2,8              | 13,4             |
| Середній мінімум, °C    | −5,4             | −3,5             | −0,5             | 3,7              | 8,5              | 13,3             | 15,7             | 14,9             | 11,3             | 4,8              | −1,7             | −5,3             | 4,7              |
| Абсолютний мінімум, °C  | −27,8            | −20,6            | −21,7            | −9,4             | −4,4             | 2,2              | 4,4              | 5                | −1,1             | −11,1            | −21,7            | −26,1            | −27,8            |
| Норма опадів, мм        | 16               | 16               | 17               | 13               | 19               | 24               | 58               | 59               | 41               | 28               | 15               | 20               | 327              |
| Днів з опадами          | 3                | 3                | 4                | 3                | 3                | 5                | 9                | 9                | 6                | 4                | 3                | 3                | 55               |
| Днів зі снігом          | 1                | 0,8              | 0,3              | 0,2              | 0                | 0                | 0                | 0                | 0                | 0,1              | 0,2              | 1,1              | 3,7              |
| ----------------------- | ---------------- | ---------------- | ---------------- | ---------------- | ---------------- | ---------------- | ---------------- | ---------------- | ---------------- | ---------------- | ---------------- | ---------------- | ---------------- |
| Джерело: Weatherbase    |                  |                  |                  |                  |                  |                  |                  |                  |                  |                  |                  |                  |                  |

## Демографія
Згідно з переписом 2010 року, у місті мешкало 996 осіб у 430 домогосподарствах у складі 237 родин. Густота населення становила 46 осіб/км².  Було 558 помешкань (26/км²).
Расовий склад населення:
| - 78,7 % — білих - 2,6 % — корінних американців - 0,7 % — чорних або афроамериканців - 14,2 % — осіб інших рас |

До двох чи більше рас належало 3,8 %. Частка іспаномовних становила 43,6 % від усіх жителів.
За віковим діапазоном населення розподілялося таким чином: 16,0 % — особи молодші 18 років, 59,5 % — особи у віці 18—64 років, 24,5 % — особи у віці 65 років та старші. Медіана віку мешканця становила 49,3 року. На 100 осіб жіночої статі у місті припадало 120,8 чоловіків;  на 100 жінок у віці від 18 років та старших — 117,4 чоловіків також старших 18 років.
Середній дохід на одне домашнє господарство  становив 32 644 долари США (медіана — 22 841), а середній дохід на одну сім'ю — 46 437 доларів (медіана — 32 159). Медіана доходів становила 30 455 доларів для чоловіків та 21 176 доларів для жінок. За межею бідності перебувало 34,3 % осіб, у тому числі 48,1 % дітей у віці до 18 років та 23,4 % осіб у віці 65 років та старших.
Цивільне працевлаштоване населення становило 293 особи. Основні галузі зайнятості: освіта, охорона здоров'я та соціальна допомога — 31,1 %, публічна адміністрація — 12,3 %, будівництво — 12,3 %.